# Tour de France 2024/14. Etappe
Die 14. Etappe der Tour de France 2024 fand am 13. Juli 2024 statt. Sie führte die 111. Austragung des französischen Etappenrennens in die Pyrenäen und endete mit der ersten Bergankunft. Der Start erfolgte in Pau und führte über 151,9 Kilometer nach Saint-Lary-Soulan, wo sich das Ziel auf einer Höhe von 1669 Metern beim Pla d’Adet befand. Mit dem Col du Tourmalet und Hourquette d’Ancizan mussten zuvor zwei bekannte Pyrenäenpässe passiert werden. Nach der Etappe hatten die Fahrer 2442,5 Kilometer absolviert, was 69,84 % der Gesamtdistanz entspricht.
Den Etappensieg sicherte sich der Slowene Tadej Pogačar (UAE Team Emirates), der rund fünf Kilometer vor dem Ziel im Schlussanstieg des Pla d’Adet angriff und die Etappe mit einem Vorsprung von 39 Sekunden vor Jonas Vingegaard (Team Visma-Lease a Bike). Remco Evenepoel (Soudal Quick-Step) wurde mit einem Rückstand von etwas mehr als einer Minute Dritter. Tadej Pogačar baute seine Führung in der Gesamtwertung auf fast zwei Minuten aus.

## Streckenverlauf
Der neutralisierte Start erfolgte in Pau auf der Avenue Gaston Lacoste unweit der Boxengasse des Circuit de Pau-Ville. Vorbei an den Tafel der Tour des Géants führte die Strecke auf der Avenue Napoléon Bonaparte zum Palais Beaumont, ehe die Pont du Roi Oscar II de Suède überquert wurde. Dann ging es auf dem Boulevard des Pyrénées bis zur Église Saint Martin. Auf der weiteren Fahrt wurde die Bernadotte-Kaserne passiert, ehe die Fahrer die Ousse über die Pont d’Espagne querten. Über Jurançon und Gelos ging es nach Mazères-Lezons, wo das Rennen nach 7,7 Kilometern auf der D802 freigegeben wurde.
Nach dem offiziellen Start führte die Strecke entlang der Ousse über Coarraze, Montaut und Saint-Pé-de-Bigorre nach Lourdes. Dann ging es leicht ansteigend nach Argelès-Gazost und Pierrefitte-Nestalas bevor in Esquièze-Sère nach 70,2 Kilometern der einzige Zwischensprint erfolgte. Kurz darauf erreichten die Fahrer mit Luz-Saint-Sauveur den Ausgangsort der Westauffahrt des Col du Tourmalet (2115 m). Dieser galt als Bergwertung hors catégorie und wies auf einer Länge von 19 Kilometern eine durchschnittliche Steigung von 7,4 % auf. Die Kuppe des Passes wurde nach 89,6 gefahrenen Kilometern erreicht, wobei das Souvenir Jacques Goddet vergeben wurde. Die anschließende Abfahrt führte nach Sainte-Marie de Campan, wo die Fahrer rechts auf die D918 abbogen. Bei Payolle zweigten sie erneut rechts ab und gelangten so über die schmalere D113 auf die Passhöhe des Hourquette d’Ancizan (1564 m), der als Anstieg der 2. Kategorie klassifiziert wurde. Der 8,2 Kilometer lange Anstieg wies eine durchschnittliche Steigung von 5,1 % auf, beinhaltete im oberen Abschnitt jedoch ein kurzes Flachstück. Nachdem die Kuppe 28,5 Kilometer vor dem Ziel erreicht wurde, folgte eine technisch anspruchsvolle Abfahrt ins Vallée d’Aure, die die Fahrer nach Guchen führte. Nach rund sechs flachen Kilometer begann der Schlussanstieg in Saint-Lary-Soulan.
Der Anstieg zum Pla d’Adet (1669 m) war 10,6 Kilometer lang und wies eine durchschnittliche Steigung von 7,9 % auf. Er galt als Bergwertung hors catégorie. Auf den ersten drei Kilometern wurden Steigungsschnitte jenseits der 10 % erreicht, ehe vier Kilometer bei rund 8 % im Schnitt folgten. Im oberen Teil flachte die Straße zunächst etwas ab, ehe sie auf dem letzten Kilometer wieder mit rund 7 % anstieg. Die in den Felsen gebaute Straße beinhaltet nur wenige Kurven.
|                              | Ort                   | Kilometer | Länge (km) | Höhe (m) | Ø Steigung | max. Steigung |
| ---------------------------- | --------------------- | --------- | ---------- | -------- | ---------- | ------------- |
| neutralisierter Start        | Pau                   | −7,7      |            |          |            |               |
| offizieller Start            | Mazères-Lezons (D802) | 0,0       |            |          |            |               |
| Zwischensprint               | Esquièze-Sère         | 70,2      |            |          |            |               |
| Bergwertung (hors catégorie) | Col du Tourmalet      | 89,6      | 19,0       | 2115     | 7,4 %      |               |
| Bergwertung (2. Kategorie)   | Hourquette d’Ancizan  | 123,4     | 8,2        | 1564     | 5,1 %      |               |
| Bergwertung (hors catégorie) | Pla d’Adet            | 151,9     | 10,6       | 1669     | 7,9 %      |               |
| Ziel                         | Pla d’Adet            | 151,9     |            |          |            |               |

## Rennverlauf
Mit Thomas Pidcock (Ineos Grenadiers) und Guillaume Boivin (Israel-Premier Tech) gingen zwei Fahrer nicht an den Start der 14. Etappe. Nachdem das Rennen freigegeben worden war, kam es zu den ersten Attacken. Der Belgier Amaury Capiot (Arkéa-B&B Hotels), der am Vortag im Zielsprint zu Sturz gekommen war, musste das Peloton nach nur wenigen Kilometern ziehen lassen und gab die Rundfahrt wenig später auf. Da viele Mannschaften einen Fahrer in der Spitzengruppe platzieren wollten, konnte sich keine Gruppe langfristig vom Hauptfeld absetzten. Erst nach rund 40 Kilometern bildete sich eine Ausreißergruppe, in der mit Mathieu van der Poel (Alpecin-Deceuninck), Arnaud De Lie, Cedric Beullens (beide Lotto Dstny) und Bryan Coquard (Cofidis) vier Fahrer vertreten waren. Rund 100 Kilometer vor dem Ziel schafften mit Oier Lazkano (Movistar), Kévin Vauquelin, Raúl García Pierna (beide Arkéa-B&B Hotels) und Magnus Cort Nielsen (Uno-X Mobility) vier weitere Fahrer den Sprung in die Spitzengruppe. Wenig später lösten sich mit Ben Healy, Rui Costa, Sean Quinn (alle EF Education-EasyPost), Louis Meintjes, Biniam Girmay (beide Intermarché-Wanty), Bruno Armirail (Decathlon AG2R La Mondiale), Michał Kwiatkowski (Ineos Grenadiers), Victor Campenaerts (Lotto Dstny), David Gaudu (Groupama-FDJ), Fabien Grellier (TotalEnergies), Marco Haller (Red Bull–Bora–Hansgrohe), Alexei Luzenko (Astana Qazaqstan), Simon Geschke (Cofidis), Christopher Juul-Jensen (Jayco AlUla) und Jasper Philipsen (Alpecin-Deceuninck) 15 weitere Fahrer vom Hauptfeld. Beim Zwischensprint in Mazères-Lezons sicherte sich Bryan Coquard vor Arnaud De Lie die meisten Punkte. Dahinter setzte sich Biniam Girmay vor Jasper Philipsen in der Verfolgergruppe durch.
Im Anstieg des Col du Tourmalet formierte sich schließlich eine neue Spitzengruppe. Während manche Fahrer zu Spitze des Rennens aufschließen konnten, fielen andere aus dieser zurück. In der Ausreißergruppe verblieben mit Ben Healy, Louis Meintjes, Bruno Armirail, Michał Kwiatkowski, David Gaudu, Oier Lazkano, Sean Quinn, Mathieu van der Poel und Alexei Luzenko (geordnet nach der Platzierung in der Gesamtwertung) nur noch zehn Fahrer, während Nils Politt (UAE Team Emirates) das Tempo im Hauptfeld vorgab. Auf der Passhöhe setzte sich Oier Lazkano vor David Gaudu durch und sicherte sich somit neben den Punkten in der Bergwertung auch das Souvenir Jacques Goddet. Der Vorsprung der Ausreißer betrug zu diesem Zeitpunkt rund dreieinhalb Minuten. Im anschließenden Hourquette d’Ancizan, büßte die Fluchtgruppe jedoch zwei Minuten ein. Diesmal setzte sich David Gaudu bei der Bergwertung vor Oier Lazkano durch. Neben den beiden verblieben mit Ben Healy, Louis Meintjes und Michał Kwiatkowski nur drei weitere Fahrer an der Spitze des Rennens.
Die Ausreißergruppe erreichte den Schlussanstieg zum Pla d’Adet mit einem Vorsprung von etwas mehr als einer Minute. Rund neun Kilometer vor dem Ziel griff Ben Healy an und versuchte das Ziel als Solist zu erreichen. Der Ire verteidigte dabei zunächst einen Vorsprung von rund einer Minute. Nachdem Pavel Sivakov und João Almeida (beide UAE Team Emirates) die Gruppe der Favoriten auf wenige Fahrer reduziert hatten, griff Adam Yates (UAE Team Emirates) rund sieben Kilometer vor dem Ziel an. Der Brite konnte sich rasch absetzen und schloss wenig später zu dem führenden Ben Healy auf. Rund fünf Kilometer vor dem Ziel griff der gesamtführende Tadej Pogačar (UAE Team Emirates) an und fuhr rasch an das Hinterrad seines Teamkollegen. Jonas Vingegaard (Visma-Lease a Bike) und Remco Evenepoel (Soudal Quick-Step) konnten dem Slowenen nicht folgen. Auf den letzten Kilometern wurden die Lücken zwischen den Fahrern immer größer, wobei Tadej Pogačar die Etappe schlussendlich mit einem Vorsprung von 39 Sekunden vor Jonas Vingegaard gewann. Remco Evenepoel erreichte das Ziel als Dritter mit einem Rückstand von einer Minute und 10 Sekunden, ehe Carlos Rodríguez (Ineos Grenadiers), Giulio Ciccone (Lidl-Trek), Santiago Buitrago (Bahrain Victorious), Adam Yates, Felix Gall (Decathlon AG2R La Mondiale), Matteo Jorgenson (Visma-Lease a Bike), Derek Gee (Israel-Premier Tech), Mikel Landa (Soudal Quick-Step) und João Almeida den Zielstrich mit Abständen von nur wenigen Sekunden überquerten.
In der Gesamtwertung baute Tadej Pogačar seinen Vorsprung weiter aus und lag nun eine Minute und 57 Sekunden vor Jonas Vingegaard. Remco Evenepoel, der die Führung in der Nachwuchswertung verteidigte, wies einen Rückstand von zwei Minuten und 22 Sekunden auf. Der Gesamtvierte João Almeida lag rund sechs Minuten zurück. In den Top 10 kam es ansonsten zu keinen Positionsveränderungen. Tadej Pogačar baute seine Führung in der Bergwertung aus und lag nun 13 Punkte vor Jonas Vingegaard, der ebenfalls an Jonas Abrahamsen (Uno-X Mobility) vorbeiging. Biniam Girmay, der das Ziel im vorgegebenen Zeitlimit erreichte, baute seinen Vorsprung in der Punktewertung auf 76 Punkte aus. In der Mannschaftswertung lag das UAE Team Emirates weiterhin an der Spitze. Ben Healy wurde als letzter eingeholter Fahrer der Fluchtgruppe zum kämpferischsten Fahrer gewählt. Neben den beiden nicht-Startern und Amaury Capiot gaben auch Alberto Bettiol (EF Education-EasyPost) und Louis Vervaeke (Soudal Quick-Step) das Rennen auf. Somit verblieben noch 154 Fahrer im Rennen.

## Ergebnis
| \| Etappenergebnis \| Etappenergebnis \| Etappenergebnis \| Etappenergebnis \| Etappenergebnis \| \| Fahrer \| Fahrer \| Land \| Team \| Zeit \| \| --------------- \| ----------------- \| ---------------------- \| -------------------------- \| --------------- \| \| 1. \| Tadej Pogačar \| Slowenien \| UAE Team Emirates \| 4 h 01 min 51 s \| \| 2. \| Jonas Vingegaard \| Dänemark \| Team Visma \\| Lease a Bike \| + 39 s \| \| 3. \| Remco Evenepoel \| Belgien \| Soudal Quick-Step \| + 1 min 10 s \| \| 4. \| Carlos Rodríguez \| Spanien \| Ineos Grenadiers \| + 1 min 19 s \| \| 5. \| Giulio Ciccone \| Italien \| Lidl-Trek \| + 1 min 23 s \| \| 6. \| Santiago Buitrago \| Kolumbien \| Bahrain Victorious \| + 1 min 23 s \| \| 7. \| Adam Yates \| Vereinigtes Königreich \| UAE Team Emirates \| + 1 min 23 s \| \| 8. \| Felix Gall \| Österreich \| Decathlon-AG2R La Mondiale \| + 1 min 26 s \| \| 9. \| Matteo Jorgenson \| Vereinigte Staaten \| Team Visma \\| Lease a Bike \| + 1 min 29 s \| \| 10. \| Derek Gee \| Kanada \| Israel-Premier Tech \| + 1 min 29 s \| |                   |                        |                            |                 |
| |                   |                        |                            |                 |
| Quellen: ProCyclingStats Cycling Quotient |                   |                        |                            |                 |
| Etappenergebnis |                   |                        |                            |                 |
| Fahrer | Fahrer            | Land                   | Team                       | Zeit            |
| 1. | Tadej Pogačar     | Slowenien              | UAE Team Emirates          | 4 h 01 min 51 s |
| 2. | Jonas Vingegaard  | Dänemark               | Team Visma \| Lease a Bike | + 39 s          |
| 3. | Remco Evenepoel   | Belgien                | Soudal Quick-Step          | + 1 min 10 s    |
| 4. | Carlos Rodríguez  | Spanien                | Ineos Grenadiers           | + 1 min 19 s    |
| 5. | Giulio Ciccone    | Italien                | Lidl-Trek                  | + 1 min 23 s    |
| 6. | Santiago Buitrago | Kolumbien              | Bahrain Victorious         | + 1 min 23 s    |
| 7. | Adam Yates        | Vereinigtes Königreich | UAE Team Emirates          | + 1 min 23 s    |
| 8. | Felix Gall        | Österreich             | Decathlon-AG2R La Mondiale | + 1 min 26 s    |
| 9. | Matteo Jorgenson  | Vereinigte Staaten     | Team Visma \| Lease a Bike | + 1 min 29 s    |
| 10. | Derek Gee         | Kanada                 | Israel-Premier Tech        | + 1 min 29 s    |

## Gesamtstände
| \| Gesamtwertung \| Gesamtwertung \| Gesamtwertung \| Gesamtwertung \| Gesamtwertung \| \| Fahrer \| Fahrer \| Land \| Team \| Zeit \| \| ------------- \| ---------------- \| ---------------------- \| -------------------------- \| ---------------- \| \| 1. \| Tadej Pogačar \| Slowenien \| UAE Team Emirates \| 56 h 42 min 39 s \| \| 2. \| Jonas Vingegaard \| Dänemark \| Team Visma \\| Lease a Bike \| + 1 min 57 s \| \| 3. \| Remco Evenepoel \| Belgien \| Soudal Quick-Step \| + 2 min 22 s \| \| 4. \| João Almeida \| Portugal \| UAE Team Emirates \| + 6 min 01 s \| \| 5. \| Carlos Rodríguez \| Spanien \| Ineos Grenadiers \| + 6 min 09 s \| \| 6. \| Mikel Landa \| Spanien \| Soudal Quick-Step \| + 7 min 17 s \| \| 7. \| Adam Yates \| Vereinigtes Königreich \| UAE Team Emirates \| + 8 min 32 s \| \| 8. \| Giulio Ciccone \| Italien \| Lidl-Trek \| + 9 min 09 s \| \| 9. \| Derek Gee \| Kanada \| Israel-Premier Tech \| + 9 min 33 s \| \| 10. \| Matteo Jorgenson \| Vereinigte Staaten \| Team Visma \\| Lease a Bike \| + 10 min 35 s \| |                  |                        |                            |                  |
| |                  |                        |                            |                  |
| Quellen: ProCyclingStats Cycling Quotient |                  |                        |                            |                  |
| Gesamtwertung |                  |                        |                            |                  |
| Fahrer | Fahrer           | Land                   | Team                       | Zeit             |
| 1. | Tadej Pogačar    | Slowenien              | UAE Team Emirates          | 56 h 42 min 39 s |
| 2. | Jonas Vingegaard | Dänemark               | Team Visma \| Lease a Bike | + 1 min 57 s     |
| 3. | Remco Evenepoel  | Belgien                | Soudal Quick-Step          | + 2 min 22 s     |
| 4. | João Almeida     | Portugal               | UAE Team Emirates          | + 6 min 01 s     |
| 5. | Carlos Rodríguez | Spanien                | Ineos Grenadiers           | + 6 min 09 s     |
| 6. | Mikel Landa      | Spanien                | Soudal Quick-Step          | + 7 min 17 s     |
| 7. | Adam Yates       | Vereinigtes Königreich | UAE Team Emirates          | + 8 min 32 s     |
| 8. | Giulio Ciccone   | Italien                | Lidl-Trek                  | + 9 min 09 s     |
| 9. | Derek Gee        | Kanada                 | Israel-Premier Tech        | + 9 min 33 s     |
| 10. | Matteo Jorgenson | Vereinigte Staaten     | Team Visma \| Lease a Bike | + 10 min 35 s    |

| Punktewertung | Punktewertung    | Punktewertung | Punktewertung              | Punktewertung |
| Fahrer        | Fahrer           | Land          | Team                       | Punkte        |
| ------------- | ---------------- | ------------- | -------------------------- | ------------- |
| 1.            | Biniam Girmay    | Eritrea       | Intermarché-Wanty          | 353 P.        |
| 2.            | Jasper Philipsen | Belgien       | Alpecin-Deceuninck         | 277 P.        |
| 3.            | Bryan Coquard    | Frankreich    | Cofidis                    | 147 P.        |
| 4.            | Arnaud De Lie    | Belgien       | Lotto Dstny                | 142 P.        |
| 5.            | Anthony Turgis   | Frankreich    | TotalEnergies              | 141 P.        |
| 6.            | Jonas Abrahamsen | Norwegen      | Uno-X Mobility             | 133 P.        |
| 7.            | Tadej Pogačar    | Slowenien     | UAE Team Emirates          | 116 P.        |
| 8.            | Wout van Aert    | Belgien       | Team Visma \| Lease a Bike | 114 P.        |
| 9.            | Pascal Ackermann | Deutschland   | Israel-Premier Tech        | 102 P.        |
| 10.           | Fernando Gaviria | Kolumbien     | Movistar Team              | 100 P.        |

| Bergwertung | Bergwertung      | Bergwertung | Bergwertung                | Bergwertung |
| Fahrer      | Fahrer           | Land        | Team                       | Punkte      |
| ----------- | ---------------- | ----------- | -------------------------- | ----------- |
| 1.          | Tadej Pogačar    | Slowenien   | UAE Team Emirates          | 56 P.       |
| 2.          | Jonas Vingegaard | Dänemark    | Team Visma \| Lease a Bike | 43 P.       |
| 3.          | Jonas Abrahamsen | Norwegen    | Uno-X Mobility             | 36 P.       |
| 4.          | Remco Evenepoel  | Belgien     | Soudal Quick-Step          | 30 P.       |
| 5.          | Oier Lazkano     | Spanien     | Movistar Team              | 27 P.       |
| 6.          | Carlos Rodríguez | Spanien     | Ineos Grenadiers           | 22 P.       |
| 7.          | David Gaudu      | Frankreich  | Groupama-FDJ               | 20 P.       |
| 8.          | Ben Healy        | Irland      | EF Education-EasyPost      | 17 P.       |
| 9.          | Valentin Madouas | Frankreich  | Groupama-FDJ               | 16 P.       |
| 10.         | Bruno Armirail   | Frankreich  | Decathlon-AG2R La Mondiale | 12 P.       |

| Nachwuchswertung | Nachwuchswertung           | Nachwuchswertung   | Nachwuchswertung           | Nachwuchswertung  |
| Fahrer           | Fahrer                     | Land               | Team                       | Zeit              |
| ---------------- | -------------------------- | ------------------ | -------------------------- | ----------------- |
| 1.               | Remco Evenepoel            | Belgien            | Soudal Quick-Step          | 56 h 45 min 01 s  |
| 2.               | Carlos Rodríguez           | Spanien            | Ineos Grenadiers           | + 3 min 47 s      |
| 3.               | Matteo Jorgenson           | Vereinigte Staaten | Team Visma \| Lease a Bike | + 8 min 13 s      |
| 4.               | Santiago Buitrago          | Kolumbien          | Bahrain Victorious         | + 8 min 52 s      |
| 5.               | Ben Healy                  | Irland             | EF Education-EasyPost      | + 13 min 23 s     |
| 6.               | Javier Romo                | Spanien            | Movistar Team              | + 18 min 31 s     |
| 7.               | Ilan Van Wilder            | Belgien            | Soudal Quick-Step          | + 41 min 57 s     |
| 8.               | Tobias Halland Johannessen | Norwegen           | Uno-X Mobility             | + 1 h 17 min 59 s |
| 9.               | Romain Grégoire            | Frankreich         | Groupama-FDJ               | + 1 h 20 min 42 s |
| 10.              | Jordan Jegat               | Frankreich         | TotalEnergies              | + 1 h 22 min 18 s |

| Mannschaftswertung | Mannschaftswertung         | Mannschaftswertung           | Mannschaftswertung |
| Team               | Team                       | Land                         | Zeit               |
| ------------------ | -------------------------- | ---------------------------- | ------------------ |
| 1.                 | UAE Team Emirates          | Vereinigte Arabische Emirate | 170 h 20 min 36 s  |
| 2.                 | Soudal Quick-Step          | Belgien                      | + 31 min 41 s      |
| 3.                 | Team Visma \| Lease a Bike | Niederlande                  | + 32 min 08 s      |
| 4.                 | Ineos Grenadiers           | Vereinigtes Königreich       | + 35 min 56 s      |
| 5.                 | Bahrain Victorious         | Bahrain                      | + 1 h 06 min 32 s  |
| 6.                 | Movistar Team              | Spanien                      | + 1 h 17 min 43 s  |
| 7.                 | Lidl-Trek                  | Vereinigte Staaten           | + 1 h 18 min 06 s  |
| 8.                 | EF Education-EasyPost      | Vereinigte Staaten           | + 1 h 32 min 33 s  |
| 9.                 | Red Bull-Bora-Hansgrohe    | Deutschland                  | + 1 h 41 min 51 s  |
| 10.                | Decathlon-AG2R La Mondiale | Frankreich                   | + 1 h 53 min 30 s  |

## Trivia
Tadej Pogačar absolviert die Auffahrt zum Pla d’Adet in einer Rekordzeit von rund 27 Minuten und 30 Sekunden. Damit war er rund zwei Minuten schneller als Lance Armstrong (2001), sowie Tony Rominger, Miguel Indurain und Zenon Jaskuła (1993).